# St. Vitus (Rieden)

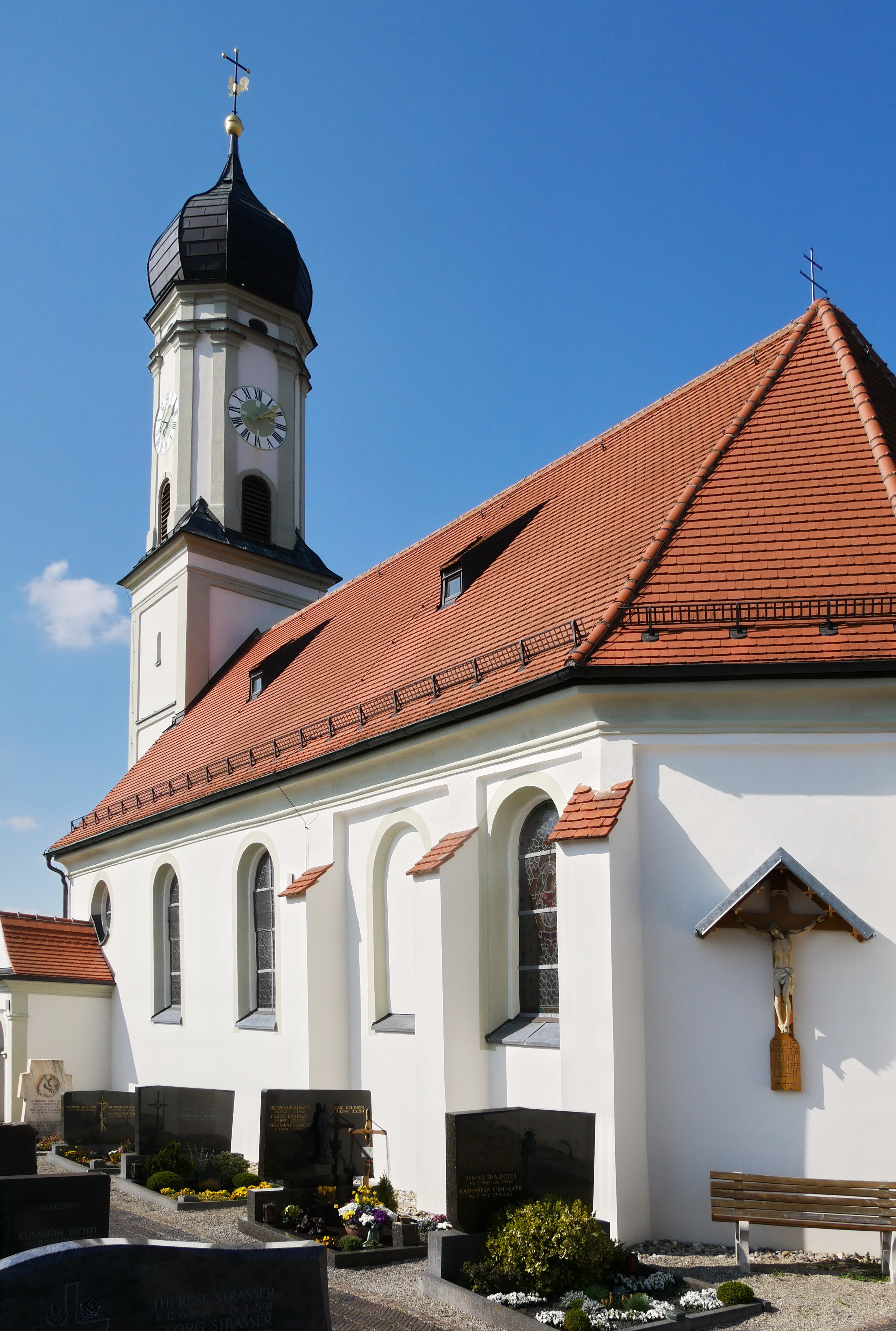
St. Vitus

Die römisch-katholische Pfarrkirche St. Vitus ist ein im Kern spätgotisches Baudenkmal in Rieden, einem Ortsteil der Gemeinde Dasing im Landkreis Aichach-Friedberg.

## Geschichte
Der Chor der Kirche ist spätgotisch. Er wurde vermutlich im Zuge einer Erweiterung des Langhauses im frühen 18. Jahrhundert umgestaltet. Das Gotteshaus wurde 1735 durch den damaligen Weihbischof Johann Jakob von Mayr geweiht. Am 26. Juli 1767 stürzte der Turm ein und wurde im selben Jahr neu errichtet. 1818 wurde eine neue Orgel beschafft, welche 1906 wiederum durch ein neueres Instrument ersetzt wurde. 1898 begannen Restaurierungsarbeiten an der Kirche. In den Jahren nach dem Zweiten Weltkrieg wurden das Läutwerk elektrifiziert, die Sakristei erneuert und Renovierungen am Gebäude innen und außen sowie an Orgel, Glockenstuhl und am Dach des vorderen Kirchenschiffs vorgenommen. Heute ist St. Vitus Teil der Pfarreiengemeinschaft St. Martin in Dasing.

## Baubeschreibung
Der Turm an der Westseite hat einen quadratischen Unterbau mit Oktogon und Zwiebelhaube. Das einschiffige, tonnengewölbte Langhaus ist durch Pilaster gegliedert. An der Westseite findet sich eine doppelte Empore. Der eingezogene Chor unter einer Stichkappentonne ist dreiseitig geschlossen.

## Ausstattung
Die Langhausfresken um 1730/35 stellen die Glorie der Heiligen Modestus, Vitus und Crescentia dar. Seitlich finden sich Embleme. Der Stuck und das Deckenbild im Chor sind aus dem Jahre 1933. Die Altäre und die Kanzel stammen aus der Zeit um 1730/35. Die Figuren um 1520/30 über den Durchgängen seitlich des Hochaltars stellen den heiligen Modestus und die heilige Crescentia dar. Im linken Seitenaltar findet sich eine Darstellung der Patrona Bavariae aus der Mitte des 17. Jahrhunderts, darüber der heilige Johannes von Nepomuk. Die Apostelbilder sind um 1740 entstanden. Der thronende heilige Blasius datiert auf die zweite Hälfte des 17. Jahrhunderts.